# Cleveland (Dakota Północna)
Cleveland – miasto w Stanach Zjednoczonych, w stanie Dakota Północna, w hrabstwie Stutsman.